# Абрамов, Вадим Карленович
Вади́м Карле́нович Абра́мов (род. 5 августа 1962, Баку) — советский и узбекский футболист и футбольный тренер.

## Биография
Родился 5 августа 1962 года в городе Баку (Азербайджанская ССР) по национальности армянин. Первые шаги в футболе начал делать в 1970 году, в бакинском клубе «Нефтчи-2» под руководством Эдуарда Григорьевича Оганесова. В молодости выступал за юношескую сборную Азербайджанской ССР. Начал свою футбольную карьеру в 1979 году в украинском клубе «Таврия» из города Симферополя, но в основе команды так и не сыграл.
В 1980 году перешёл в другой украинский клуб — «Атлантика» из Севастополя. В 1981—1983 годах Абрамов служил в рядах советской армии и участвовал в боевых действиях в Афганистане. Вернувшись из армии, уехал в Узбекистан. В 1984—1985 годах под руководством Евгения Валицкого играл за колхозный клуб «Наримановец» из Багатского района Хорезмской области. В 1986 году играл за джизакский клуб «Ёшлик», а в 1987 году — за халкабадский клуб «Сохибкор».
В 1988 году играл за «Касансаец», которому помог занять 2-е место в 7-й зоне второй лиги первенства СССР по футболу.

## Карьера тренера

### Первые шаги
В 1988 году Вадим Абрамов начал тренерскую карьеру. В 1988—1991 годах он работал администратором в ташкентском клубе «Пахтакор». В 1990 году «Пахтакор» занял второе место в первенстве страны среди команд первой лиги и завоевал путёвку в высшую лигу чемпионата СССР. После распада Советского Союза, Абрамов остался в Узбекистане и перебрался в Фергану, где в течение пяти лет работал помощником главного тренера «Нефтчи» Юрия Вазгеновича Саркисяна. В эти годы «Нефтчи» четыре раза выиграл чемпионат Узбекистана и один раз Кубок страны. В 1994 году «Нефтчи» дошёл до финала Кубка содружества СНГ, а в 1995 году до полуфинала Кубка азиатских чемпионов.
Вместе с этим, в 1993 году полгода выступал в Малайзии, во второй половине года вернулся в Узбекистан, провёл 9 игр за клуб МХСК (Ташкент).

### Первые успехи
В 2000 году Вадим Абрамов начал самостоятельную тренерскую карьеру в ташкентском клубе «НБУ-Азия», выступавшим во второй лиге чемпионата Узбекистана. В первый же год работы Абрамов вывел клуб в первую лигу. В 2003 году возглавил скромный ташкентский клуб «Трактор», выступавший в высшей лиге чемпионата Узбекистана. За короткое время ему удалось собрать боеспособный коллектив и в 2005 году команда стала четвёртой, а в 2004 и в 2006 пятой в чемпионате. Кроме этого, в 2004 году «Трактор» вышел в финал кубка Узбекистана, где уступил ташкентскому «Пахтакору» со счётом 2:3.

### Молодёжная сборная Узбекистана
Успехи на клубном уровне были оценены, и Вадим Абрамов в 2007 году возглавил молодёжную сборную Узбекистана. Перед этой командой была поставлена задача — попасть в финальный турнир пекинской олимпиады. В предварительном этапе отборочных игр «молодёжка» в двухраундовом поединке победила Таджикистан 4:1 и 2:0. Во втором этапе отборочных игр Узбекистан попал в группу «F» вместе с Южной Кореей, ОАЭ и Йеменом. Дважды проиграв корейцам и обыграв остальных соперников во всех матчах, олимпийцы со второго места вышли в финальный раунд.
В рамках подготовки к решающим играм финального этапа молодёжная сборная приняла участие в международном турнире на Кубок футбольной федерации Вьетнама. Обыграв по ходу турнира Вьетнам (2:1) и Финляндию (2:0), а также сыграв вничью с Зимбабве (1:1), олимпийцы Узбекистана завоевали главный трофей.
В финальном этапе отборочных игр пекинской олимпиады Узбекистан попал в группу «В», где его соперниками стали Бахрейн, Сирия и вновь Южная Корея. Чтобы завоевать путёвку в олимпиаду, нужно было занимать в группе только первое место. На этот раз олимпийцы Узбекистана выступили крайне неудачно и, не выиграв ни одного матча, заняли в группе последнее место. Вадим Абрамов немедленно был отправлен в отставку.
В 2008 году Абрамов вернулся в клубную работу и возглавил ташкентский клуб «Локомотив». При нём клуб особых успехов не добился: в 2008 году стал восьмым, а через год шестым в Чемпионате Узбекистана.

### Сборная Узбекистана
В апреле 2010 года Абрамов был назначен главным тренером сборной Узбекистана. Это стало неожиданностью для всех: тренер, до этого времени не добившийся каких-то значимых успехов в своей карьере возглавил главную футбольную команду страны. Чтобы сосредоточиться на работе со сборной, Абрамов покинул ташкентский «Локомотив».
Перед сборной Узбекистана была поставлена задача — успешно выступить на предстоящем кубке Азии, который должен был проходить в январе 2011 года в Катаре.
Абрамов сумел провести с игроками большую подготовительную работу. Несмотря на непривычный, зимний период проведения чемпионата Азии, сборная Узбекистана подошла к началу турнира в оптимальной форме. В первой же игре, в матче открытия чемпионата, предстояло играть против хозяев турнира — сборной Катара. Несмотря на огромную поддержку местной публики и старания хозяев, сборная Узбекистана показав рациональный футбол, обыграла сборную Катара со счётом 2:0. В следующем туре был повержен Кувейт — 2:1. А в последней игре группового раунда, Узбекистан сыграл вничью со сборной Китая и с первого места вышла в плей-офф кубка Азии. Это давало преимущество при четвертьфинальном раскладе, где попадался наиболее слабый соперник.
Таким соперником стала сборная Иордании, которую сборная Узбекистана обыграла и впервые в своей истории вошла в четвёрку лучших команд кубка Азии. В полуфинале сборная Узбекистана с разгромным счётом 0:6 проиграла сборной Австралии. А в матче за 3-е место в упорной борьбе уступила Южной Корее — 2:3.
Тем не менее, четвёртое место в кубке Азии сделало Абрамова лучшим тренером в истории сборной Узбекистана. Никто ещё до него, не добивался такого успеха с главной командой страны, он был признан лучшим тренером года, а также награждён государственной наградой Республики Узбекистан.
В марте 2011 года на Абрамова была возложена задача вывести молодёжную сборную Узбекистана в финальную часть Лондонской олимпиады 2012. Таким образом, он стал работать сразу с двумя сборными страны.

### Молодёжная сборная Узбекистана (вторая попытка)
Летом 2011 года молодёжная сборная Узбекистана приступила к отборочным играм Лондонской олимпиады. В предварительном этапе футболисты Узбекистана не без труда обыграли сверстников из Гонконга — 1:0 и 2:0.
В финальном раунде отборочного турнира олимпийцы Узбекистана попали в одну группу с командами Австралии, ОАЭ и Ирака. По регламенту соревнования, победителю группы досталась прямая путёвка в олимпийский турнир, а команда, занявшая 2-е место играла в переходном турнире.
В рамках подготовки к финальному этапу отборочных игр, молодёжная сборная в августе 2011 года приняла участие в традиционном турнире памяти Валерия Лобановского. В первом матче узбекистанцы обыграли сверстников из Сербии со счётом 2:0 и вышли в финал, где им предстояло сразиться с хозяевами турнира — украинцами. Финальный матч прошёл в упорной борьбе и в основное время матча победитель не был выявлен — 0:0. А в серии пенальти успех сопутствовал подопечным Вадима Абрамова — 8:7. Таким образом, почётный трофей отправился в Узбекистан.
В сентябре 2011 года стартовал решающий отборочный этап Лондонской олимпиады. В первом матче олимпийцы Узбекистана принимали на своём поле команду Ирака и уверенно победили со счётом 2:0. Следующий тур должен был состояться через два месяца. До этого олимпийцы успели съездить во Вьетнам, где приняли участие в международном турнире на Кубок футбольной федерации Вьетнама среди молодёжных команд. Обыграв по ходу турнира Малайзию (3:1) и Мьянму (2:1), а также сыграв вничью с хозяевами турнира (1:1), олимпийцы Узбекистана завоевали главный приз, повторив свой же успех четырёхлетней давности.
Ноябрьские игры отборочного турнира олимпиады не принесли успеха олимпийцам Узбекистана. Обе гостевые игры против основных конкурентов — Австралии и ОАЭ завершились нулевой ничьей. Тем не менее, на зимние каникулы Узбекистан ушёл лидером отборочной группы.
В январе 2012 года молодёжная сборная Узбекистана продолжила подготовку к решающим играм олимпийского отборочного турнира и приняла участие в международном турнире «Match World Cup-2012» в Дубае. В турнире принимали участие взрослые команды. В групповом этапе узбекистанцы победили донецкий «Шахтёр» (1:1, по пен. 6:5) и ФК «Ростов» (1:0). Это позволило команде занять в группе первое место и выйти в финал, где предстояло играть против Санкт-Петербургского «Зенита». Упорной борьбы не получилось, хотя до 70 минуты матча счёт был 0:1 в пользу питерского клуба. Лишь в концовке матча «Зенит» сумел окончательно склонить результат игры в свою пользу (0:5). Тем не менее, выступление подопечных Вадима Абрамова среди взрослых команд было оценено как успешное.
В феврале 2012 года молодёжная сборная Узбекистана на своём поле обыграла сверстников из Австралии со счётом 2:0 и укрепила своё лидерство в отборочной группе Олимпиады-2012.
В конце феврале 2012 года, когда наступила пора решающих игр, узбекистанцы неожиданно уступили потерявшей турнирную мотивацию команде Ирака — 1:2. После этого поражения Узбекистан опустился на вторую строчку таблицы, уступая олимпийцам ОАЭ три очка. Но, по-прежнему сохранял шансы завоевать прямую путёвку на олимпиаду. Для этого достаточно было на своём поле обыграть сверстников из ОАЭ. Ведя в счёте в начале второго тайма с разницей в два мяча, молодёжка в течение пяти минут пропустила два гола. В конце игры арабской команде удалось забить ещё один гол. Заняв второе место в группе, Узбекистан добился права играть в переходном турнире, где три участника разыгрывали одну путёвку для стыковых континентальных игр с командой Сенегала. Этот турнир состоялся в конце марта, во Вьетнаме. Соперниками узбекистанцев стали олимпийцы Омана и Сирии. В первых турах, сначала Оман и Сирия сыграли вничью 1:1, а потом Узбекистан одержал волевую победу над Сирией — 2:1. В последней игре против олимпийцев Омана узбекистанцев устраивала даже ничья. Но подопечные Абрамова проиграли 0:2 и остались за бортом олимпийского турнира. После этого результата тренерский штаб олимпийской сборной Узбекистана во главе с Абрамовым был расформирован.

### Отборочные игры ЧМ-2014
Летом 2011 года сборная Узбекистана приступила к отборочным играм чемпионата мира 2014 года. Федерация Футбола Узбекистана, воодушевлённая последними успехами сборной, поставила перед Абрамовым задачу — выйти в финальную часть ЧМ-2014.
На предварительном этапе отборочных игр сборная Узбекистана с лёгкостью прошла Кыргызстан, дважды обыграв его с крупным счётом — 4:0 и 3:0. В следующем раунде сборная Узбекистана попала в группу «C» вместе с командами Японии, КНДР и Сирии. Она была названа «группой смерти», так как в неё попали два участника последнего чемпионата мира, а также чемпион и полуфиналист кубка Азии.
Перед началом отборочных игр задача сборной Узбекистана была отчасти облегчена. Один из конкурентов в борьбе за выход в следующий раунд — сборная Сирии была дисквалифицирована, за то, что в предварительном раунде отборочных игр в её составе играл игрок, не имеющий права выступать за национальную сборную этой страны. Сирия была снята с отборочных игр, а её место в группе заняла сборная Таджикистана.
Первый матч узбекистанцы играли в гостях против сборной Таджикистана и сумели с трудом обыграть эту команду — 1:0. В следующем туре, в Ташкенте состоялась игра против сборной Японии. Матч завершился вничью — 1:1. После этого подопечные Вадима Абрамова выдали выигрышную серию из четырёх матчей подряд. Причём дважды был обыгран участник последнего чемпионата мира, неуступчивая сборная КНДР и впервые была побеждена сборная Японии. Эти результаты позволили узбекистанцам занять в группе первое место и досрочно, за два тура до окончания отборочных игр, выйти в следующий раунд.

### Дело «жёлтых карточек»
15 ноября 2011 года в пятом туре отборочных игр ЧМ-2014, сборная Узбекистана принимала на своём поле сборную Таджикистана. Эта игра в борьбе за выход в следующий раунд никакого значения не имела. К этому моменту узбекистанцы досрочно завоевали путёвку в финальную часть отборочных игр ЧМ-2014. Тем не менее, подопечные Вадима Абрамова всерьёз подготовились к матчу и победили со счётом 3:0.
Самым примечательным в этой игре было то, что по ходу матча семь футболистов сборной Узбекистана получили жёлтые карточки. Оказалось, что 6 игроков из этой семёрки в предыдущих играх имели за собой предупреждения, а это означало, что они автоматически пропустят последний матч группового этапа против сборной Японии. Эпизоды с получениями жёлтых карточек были банальны, трое игроков были предупреждены за затяжку времени (долго бросали из аута мяч), а остальные за совсем необязательные фолы. Пять игроков были предупреждены после 70-минуты матча, когда счёт уже был 2:0 и в победе сборной Узбекистана не было сомнений. Из этого возникло подозрение, что кто-то решил перед финальным раундом отборочных игр обнулить количество жёлтых карточек у игроков сборной Узбекистана.
Тем не менее, Дисциплинарный комитет ФИФА рассмотрев инцидент с жёлтыми карточками в матче Узбекистан — Таджикистан, 17 февраля 2012 года вынес решение о дисквалификации пяти игроков сборной Узбекистана — за неспортивное поведение и нарушение принципов «Fair play». Шавкат Мулладжанов, Санжар Турсунов, Ислам Тухтаходжаев, Сервер Джепаров и Вагиз Галиуллин были дисквалифицированы на две игры, а Футбольная ассоциация Узбекистана оштрафована на 3000 швейцарских франков. Это означало, что эти пять игроков пропустят не только последнюю, ничего не решающую игру против сборной Японии, но и первую игру финального раунда отборочных игр.
24 февраля 2012 года, на пресс-конференции перед товарищеской игрой против сборной Южной Кореи, главный тренер сборной Узбекистана Вадим Абрамов фактически признал свою вину в инциденте с жёлтыми карточками, сказав: 
…когда ошибаются судьи, ФИФА говорит, что это часть футбола. Своей игрой мы заслужили делать то, что считаем нужным. Это был наш стратегический план. Мы досрочно обеспечили себе выход в 4-й раунд и потому, мы были вправе решать как нам поступать. А тут взяли и увеличили дисквалификацию футболистов до 2-х матчей. Считаю, что это абсолютно неправильно. Мы не нарушали никаких правил ФИФА, и правил Fair Play!.
В финальном раунде отборочных игр сборная Узбекистана попала в группу «A» вместе со сборными Южной Кореи, Ирана, Катара и Ливана. Команды занявшие в группе первые два места напрямую попадали в ЧМ-2014. Команда занявшая 3-е место выходила в плей-офф, где играла с третьей командой группы «B». Ну а победитель этого противостояния померился бы силами пятой командой южноамериканской отборочной зоны.
3 июня 2012 года стартовал финальный раунд отборочных игр. Сборная Узбекистана в Ташкенте принимала сборную Ирана. Несмотря на отсутствие из-за дисквалификации пяти основных игроков, сборная Узбекистана большую часть игрового времени доминировала на поле. А на 80-й минуте даже забила гол, несправедливо незасчитанный главным арбитром матча Юичи Нишимурой. В этом эпизоде, после удара Одила Ахмедова с близкого расстояния, защитник сборной Ирана вынес мяч рукой из-за линии ворот. Главный арбитр игры не заметил этого, и даже не назначил очевидный одиннадцатиметровый удар по воротам соперника. А в добавленное к матчу время пришла расплата за неиспользованные моменты. Иранцы провели быструю контратаку, вследствие чего нападающий Мухаммад Халатбари вышел один на один с Игнатием Нестеровым и забил победный для своей сборной гол. 4 июня 2012 года Абрамов был отправлен в отставку с поста главного тренера сборной Узбекистана.

### «Астана» (Казахстан)
28 ноября 2013 года Вадим Абрамов был назначен главным тренером футбольного клуба «Астана» из Казахстана. Но спустя две недели неожиданно сменилось руководство клуба, и сотрудничество с Абрамовым было прекращено.

### Возвращение в «Локомотив» (Ташкент)
13 февраля 2014 года Абрамов был назначен главным тренером клуба «Локомотив» (Ташкент). Таким образом он снова вернулся в клуб, где работал с 2008 до 2010 года. В первый же год работы Абрамова клуб стал вторым в чемпионате и завоевал кубок страны.
17 октября 2015 года отправлен в отставку из-за неудовлетворительных результатов.

### «Нефтчи» (Фергана)
5 июня 2017 года Абрамов назначен главным тренером клуба «Нефтчи» (Фергана).
16 декабря 2017 года лишён тренерской лицензии на неопределённое время из-за неправильного толкования решений Федерации футбола Узбекистана в СМИ.
25 июня 2018 года Исполком Ассоциации футбола Узбекистана вернул Вадиму Абрамову тренерскую лицензию.

### «Бунёдкор» (Ташкент)
12 января 2019 года Абрамов назначен главным тренером клуба «Бунёдкор» (Ташкент). В том же сезоне с молодой командой завоевал бронзовые медали чемпионата. В конце года признан лучшим тренером в Узбекистане.
В январе 2021 года покинул «Бунёдкор» чтобы уделить всё внимание работе в сборной.

### Сборная Узбекистана
23 сентября 2019 года назначен главным тренером сборной Узбекистана.
Под его руководством сборная не смогла выйти в третий раунд отбора на Чемпионат мира-2022 в Катаре. 19 июня 2021 года тренерский штаб был отправлен в отставку.

### «Динамо» (Самарканд)
В августе 2022 года Абрамов был назначен главным тренером самаркандского «Динамо».

## Достижения

### В качестве тренера
«Пахтакор» (Ташкент)
- Первая лига СССР по футболу (второе место): 1990

«Нефтчи» (Фергана)
- Чемпион Узбекистана (4): 1992, 1993, 1994, 1995
- Победитель Кубка Узбекистана по футболу: 1994
- Финалист Кубка Содружества СНГ : 1994
- Полуфиналист Кубка Азиатских чемпионов: 1994/95

«НБУ-Азия» (Ташкент)
- Победитель первенства Узбекистана по футболу (2 лига): 2000

«Трактор» (Ташкент)
- Финалист Кубка Узбекистана по футболу: 2004

Олимпийская сборная Узбекистана
- Победитель турнира Кубок Футбольной федерации Вьетнама (2): 2007, 2011
- Победитель Турнира памяти Валерия Лобановского: 2011
- Финалист турнира Match World Cup: 2012

Сборная Узбекистана
- 4-место в Кубке Азии: 2011

«Локомотив» (Ташкент)
- Второй призёр чемпионата Узбекистана: 2014
- Обладатель кубка Узбекистана: 2014
- Обладатель Суперкубка Узбекистана: 2015

Личные
- Лучший тренер года в Узбекистане (2): 2011, 2019
- Кавалер ордена «Дустлик» (Дружба): 2011[65][66].

## Семья
Сын Карлен выступал за молодёжную сборную Армении. В декабре 2008 года в возрасте 21 года погиб в автокатастрофе в Ташкенте.